# 21a cerimònia dels Premis César
La 21a cerimònia dels Premis César — també coneguts com Nuit des César — que premiava les pel·lícules estrenades el 1995, va tenir lloc el 2 de març de 1996 al Théâtre des Champs-Élysées.
Va ser presidida per Philippe Noiret i retransmesa a Canal+.

## Presentadors i ponents
- Daniel Toscan du Plantier, president de l'Académie des arts et techniques du cinéma
- Philippe Noiret, president de la cerimònia
- Antoine de Caunes, Alain Chabat, Eddy Mitchell, mestres de cerimònia
- Eddy Mitchell, per l’entrega del César al millor actor
- Claude Rich, per l’entrega del César a la millor actriu
- Claudia Cardinale, Alain Delon, per l’entrega del César d'honor º Henri Verneuil
- Alain Delon, per l’entrega del César d'honor a Lauren Bacall
- Emmanuelle Seigner, per l’entrega del César al millor actor secundari
- Valeria Bruni Tedeschi, per l’entrega del César a la millor actriu secundària
- Catherine Jacob, per l’entrega del César al millor actor revelació

## Desenvolupament
Els premis d'aquesta edició van quedar força repartits, ja que la pel·lícula amb més premis, La Haine de Mathieu Kassovitz (amb 12 nominacions), només en va obtenir tres: millor pel·lícula, millor muntatge i millor productor. I només dues pel·lícules més van obtenir dos premis: Le Hussard sur le toit de Jean-Paul Rappeneau, que de deu nominacions només va guanyar la millor fotografia i el millor so, i Nelly et Monsieur Arnaud de Claude Sautet, que va guanyar els de millor director i millor actor principal. L'actriu espanyola Carmen Maura va estar nominada al premi a la millor actriu secundària per Le bonheur est dans le pré, però va guanyar Annie Girardot. D'altra banda, Victoria Abril, protagonista de Gazon maudit (premi al millor guió), ni tan sols va ser nominada.

## Guanyadors i nominats
Els guanyadors s'indiquen en negreta.
| Millor pel·lícula - La Haine de Mathieu Kassovitz - Le bonheur est dans le pré d'Étienne Chatiliez - La Cérémonie de Claude Chabrol - Gazon maudit de Josiane Balasko - Le Hussard sur le toit de Jean-Paul Rappeneau - Nelly et Monsieur Arnaud de Claude Sautet                              | Millor director - Claude Sautet per Nelly et Monsieur Arnaud - Claude Chabrol per La Cérémonie - Mathieu Kassovitz per La Haine - Etienne Chatiliez per Le bonheur est dans le pré - Jean-Paul Rappeneau per Le Hussard sur le toit                 |
| Millor actor - Michel Serrault per Nelly et Monsieur Arnaud - Vincent Cassel per La Haine - Alain Chabat per Gazon maudit - François Cluzet per Els aprenents - Jean-Louis Trintignant per Fiesta                                                                                              | Millor actriu - Isabelle Huppert per La Cérémonie - Sabine Azéma per Le bonheur est dans le pré - Emmanuelle Béart per Nelly et Monsieur Arnaud - Juliette Binoche per Le Hussard sur le toit - Sandrine Bonnaire per La Cérémonie                  |
| Millor actor secundari - Eddy Mitchell per Le bonheur est dans le pré - Ticky Holgado per Gazon maudit - Jean-Pierre Cassel per La Cérémonie - Jean-Hugues Anglade per Nelly et Monsieur Arnaud - Michael Lonsdale per Nelly et Monsieur Arnaud                                                | Millor actriu secundària - Annie Girardot per Els miserables - Clotilde Courau per Élisa - Jacqueline Bisset per La Cérémonie - Carmen Maura per Le bonheur est dans le pré - Claire Nadeau per Nelly et Monsieur Arnaud                            |
| Millor actor revelació - Guillaume Depardieu per Els aprenents - Vincent Cassel per La Haine - Hubert Koundé per La Haine - Olivier Sitruk per L'Appât - Saïd Taghmaoui per La Haine | Millor actriu revelació - Sandrine Kiberlain per En avoir (ou pas) - Isabelle Carré per Le Hussard sur le toit - Clotilde Courau per Élisa - Marie Gillain per L'Appât - Virginie Ledoyen per La Fille seule                                        |
| Millor pel·lícula estrangera - Terra i llibertat de Ken Loach - Smoke de Wayne Wang - Els ponts de Madison de Clint Eastwood - Underground d'Emir Kusturica - Sospitosos habituals de Bryan Singer                                                                                             | Millor primera pel·lícula - Les Trois Frères de Didier Bourdon i Bernard Campan - En avoir (ou pas) de Laetitia Masson - État des lieux de Patrick Dell'Isola i Jean-François Richet - Pigalle de Karim Dridi - Rosine de Christine Carrière        |
| Millor guió original o adaptació - Josiane Balasko i Telsche Boorman per Gazon maudit - Claude Chabrol i Caroline Eliacheff per La Cérémonie - Jacques Fieschi i Claude Sautet per Nelly et Monsieur Arnaud - Mathieu Kassovitz per La Haine - Florence Quentin per Le bonheur est dans le pré | Millor música - Zbigniew Preisner, Michel Colombier i, a títol pòstum, Serge Gainsbourg per Élisa - Angelo Badalamenti per La ciutat dels nens perduts - Jean-Claude Petit per Le Hussard sur le toit - Philippe Sarde per Nelly et Monsieur Arnaud |
| Millor fotografia - Thierry Arbogast per Le Hussard sur le toit - Pierre Aïm per La Haine - Darius Khondji per La ciutat dels nens perduts | Millor decorat - Jean Rabasse per La ciutat dels nens perduts - Michèle Abbé-Vannier per Madame Butterfly - Jacques Rouxel, Ezio Frigerio, Christian Marti per Le Hussard sur le toit                                                               |
| Millor muntatge - Scott Stevenson i Mathieu Kassovitz per La Haine - Noëlle Boisson per Le Hussard sur le toit - Jacqueline Thiedot per Nelly et Monsieur Arnaud | Millor so - Jean Goudier, Pierre Gamet, Dominique Hennequin per Le Hussard sur le toit - Dominique Dalmasso, Vincent Tulli per La Haine - Pierre Lenoir, Jean-Paul Loublier per Nelly et Monsieur Arnaud                                            |
| Millor vestuari - Christian Gasc per Madame Butterfly - Jean-Paul Gaultier per La ciutat dels nens perduts - Franca Squarciapino per Le Hussard sur le toit | Millor curtmetratge - Le Moine et le poisson de Michael Dudok De Wit - Corps inflammables de Jacques Maillot - Le Bus de Jean-Luc Gaget - Roland de Lucien Dirat                                                                                    |
| Millor productor - Christophe Rossignon per La Haine - Alain Sarde per Nelly et Monsieur Arnaud - Alain Terzian per Els àngels de la guarda - Charles Gassot per Le bonheur est dans le pré - Claude Berri per Gazon maudit                                                                    | César d'honor - Henri Verneuil - Lauren Bacall |